# Мюллер, Анне
Анне Мюллер (нем. Anne Müller; род. 5 июля 1983, Бохум) — немецкая гандболистка, линейная клуба «Боруссия» и сборной Германии. Считается одним из лучших универсальных игроков Германии.

## Карьера

### Клубная
Воспитанница школ клубов «Хамм» и «Хаспер». Отмечалась универсальностью в игре. С 1999 по 2010 годы выступала за разные составы команды «Байер 04» (в основном составе с 2002 года). С 2010 года выступала за «Лейпциг». В 2015 году перешла в дортмундскую «Боруссию».

### В сборной
В сборной Анне дебютировала 4 марта 2005 в матче против Хорватии. В декабре 2007 года во Франции завоевала бронзовые медали чемпионата мира. По причине своего обучения она взяла паузу в карьере, вернувшись 31 марта 2010 в сборную матчем против Белоруссии. Всего сыграла 146 игр и забила 189 голов.

## Достижения

### В составе «Байера»
- Вице-чемпионка Германии 2001, 2006
- Победительница Кубка Германии 2002, 2010
- Финалистка Кубка Германии 2005
- Победительница Кубка Вызова 2005

### В составе сборной Германии
- Вице-чемпионка мира среди молодёжи 2001
- 6-е место на чемпионате мира 2005
- 4-е место на чемпионатах Европы 2006 и 2008
- 3-е место и бронзовые медали на чемпионате мира 2007